# El valor del Tigre
El valor del Tigre es el primer libro de la saga de literatura del escritor estadounidense Jeff Stones llamada La Saga de los Ancestros, no terminada todavía, pero que consta de 7 libros, con 5 publicados, tres de ellos en español. Esta primera obra tiene como protagonista a Fu (Tigre en cantonés).

## Argumento
Año del Tigre, 1650 d. C., provincia de Henan, China. El templo de Ganghzhen está siendo atacado por las tropas del Emperador, que tienen qiangs, rifles de madera que disparan una bala, matando con el a cientos de monjes guerreros.
El Gran Maestro, tras descubrir que el general al mando del ataque de las tropas imperiales es Ying (águila), de dieciséis años, antiguo monje guerrero, que quiere tomar los cuatro manuscritos del Dragón, papiros con información sobre el Kung Fu del Dragón y secretos de las Artes Marciales del templo, ya que piensa que está destinado a ser maestro de este estilo, y no el del águila como el Gran Maestro le enseñó.
Por ello, el Gran Maestro esconde a los cinco jóvenes monjes en una tinaja para protegerlos, pero un soldado fue a inspeccionar la tinaja, la rompió, y el Gran Maestro los salvó de nuevo.
Los cinco chicos huyen, cada uno por un lado, pero Fu decide quedarse y salvar los Manuscritos, que consigue de Tonglong (mantis), un general de Ying, Fu perdona su vida;quedando este en deuda con él.
En el transcurso del viaje, le salva la vida a una cría de tigre (del que se hizo hermano de sangre), aunque su madre muere, los cazadores que mataron el tigre iban con el gobernador y su hijo, al que Fu golpea. 
Finalmente, llega a un pueblo y se entera de que los hombres que fueron a cazar al cachorro están allí, y que el niño al que Fu golpeó se había quedado sordo de una oreja (además resulta que la madre del chico fue muerta por la tigresa, y por ello fueron a matarla).
Al final se hace amigo de algunos niños del pueblo, como Ma (caballo en mandarín), y a todos les enseña técnicas de lucha, como la postura del caballo y la patada sin sombra. 
Sin embargo, fue capturado por los ciudadanos, pues había una orden de entregar a los monjes que hayan huido del templo, o los del pueblo sufrirían las consecuencias. Fu consigue escapar, pero vuelve al pueblo pues no quería hacer más daño a su gente. Los soldados le capturan, y mientras lo llevaban por el bosque, una banda de macacos atacan a los soldados;liderados por Malao que libera a Fu. 
Más tarde, se encontraron con Hok. Sin embargo, la alegría no les duró mucho, pues Tonglong les capturó, y se los llevó a Ying. Éste cogió los manuscritos, y mandó a Tonglong que cogiera a unos hombres y se llevara a los tres monjes a matarlos en algún lugar apartado del bosque. Tonglong tenía cogido a Fu, pero éste le asestó un golpe llamado Cabeza de Hierro en la cabeza del lugarteniente, y el cachorro de tigre salió en su ayuda, golpeando a los soldados y dejándoles inconscientes.El libro termina con Hok preguntándose sobre la inocencia del Maestro y los hermanos decidiendo que hacer.